# Isar (Spagna)
Isar è un comune spagnolo di 307 abitanti situato nella comunità autonoma di Castiglia e León.

## Località
Il comune comprende le seguenti località:
- Isar (capoluogo)
- Palacios de Benaver
- Cañizar de Argaño
- Villorejo